# Kubangsari (Ciwandan)
Kubangsari is een bestuurslaag in het regentschap Cilegon van de provincie Banten, Indonesië. Kubangsari telt 6455 inwoners (volkstelling 2010).